# Courtaoult
Courtaoult település Franciaországban, Aube megyében. Lakosainak száma 90 fő (2022. január 1.). Courtaoult Chessy-les-Prés, Les Croûtes, Ervy-le-Châtel, Montfey, Racines és Soumaintrain községekkel határos.

## Népesség
A település népessége az elmúlt években az alábbi módon változott:
| Lakosok száma | 81   | 88   | 87   | 77   | 98   | 94   | 83   | 82   | 81   | 90   |
|               | 1968 | 1982 | 1990 | 2006 | 2013 | 2015 | 2017 | 2019 | 2020 | 2022 |